# Goldmont Plus
Goldmont Plus és una microarquitectura per a processadors de la marca Atom, Celeron i Pentium Silver de baixa potència que s'utilitzen en sistemes en xip (SoC) fabricats per Intel. La plataforma del llac Gemini amb tecnologia 14 nm Goldmont Plus core es va llançar oficialment l'11 de desembre de 2017. Intel va llançar la plataforma Gemini Lake Refresh el 4 de novembre de 2019.

## Disseny
Goldmont Plus és una microarquitectura Atom de baixa potència fora de servei de segona generació millorada dissenyada per a ordinadors d'escriptori i portàtils de nivell d'entrada. Goldmont Plus està construït sobre el 14 procés de fabricació nm i admet fins a quatre nuclis per als dispositius de consum. Inclou l'arquitectura gràfica Intel Gen9 amb millores introduïdes amb la microarquitectura Kaby Lake.
La microarquitectura Goldmont Plus es basa en l'èxit de la microarquitectura Goldmont i ofereix les millores següents:
- S'ha ampliat la canalització de fons del processador Atom de la generació anterior a l'assignació de 4 amples per a la retirada de 4, alhora que es manté la canalització de recuperació i descodificació de 3 amples.
- Unitat de predicció de branques millorada.
- 64 KB compartida memòria cau prèvia a la descodificació de segon nivell (16 KB a la microarquitectura Goldmont).
- Estació de reserves més gran i reordena les entrades de memòria intermèdia per permetre una gran finestra fora de comanda.
- Unitat d'execució enter més àmplia. Nou port JEU dedicat amb suport per a una redirecció de branques més ràpida.
- Divisor de punt flotant Radix -1024 per a divisors ràpids de punt flotant de precisió escalar/empaquetada simple, doble i estesa.
- Millora de la latència i el rendiment de les instruccions AES-NI.
- Buffers de càrrega i emmagatzematge més grans. S'han millorat les dades de l'emmagatzematge de la latència de reenviament de la botiga a la càrrega del registre.
- Instrucció compartida i dades TLB de segon nivell. Millores de la memòria cau de paginació (caches PxE/ePxE).
- Disseny de sistema modular amb quatre nuclis que comparteixen fins a 4 memòria cau MB L2.
- Suport per a la nova instrucció Read Processor ID (RDPID).

## Tecnologia
- Procés de fabricació de 14 nm
- Arquitectura de sistema en xip
- Transistors tri-gate 3D
- Xips de consum de fins a quatre nuclis
- Admet el conjunt d'instruccions SSE4.2
- Admet instruccions Intel AESNI i PCLMUL
- Admet instruccions Intel RDRAND i RDSEED
- Admet extensions Intel SHA
- Admet Intel MPX (extensions de protecció de memòria)
- Suporta Intel SGX
- 4 Memòria cau L2 MB, més que 2 MB a Goldmont
- Gràfics Intel HD Gen 9 actualitzats amb compatibilitat amb DirectX 12, OpenGL 4.6, OpenGL ES 3.2 i OpenCL 2.0.
- Compatibilitat amb la descodificació de maquinari HEVC Main10 i VP9 Profile2 de 10 bits
- Controlador de pantalla HDMI 2.0 natiu integrat (Goldmont només admet HDMI 1.4 de manera nativa)
- Processadors d'escriptori de 10W Thermal Design Power (TDP).
- Processadors mòbils de 4,8-6W TDP
- Tecnologia eMMC 5.1 per connectar-se a l'emmagatzematge flash NAND
- Especificació USB 3.1 i USB-C
- Suport per a memòria DDR4 i LPDDR4
- Suporta CNVi